# Novyi Kalyniv
Novyi Kalyniv (em ucraniano:  Но́вий Кали́нів) é uma cidade da Ucrânia, situada no Oblast de Leópolis. Tem 2,10 km² de área e sua população em 2020 foi estimada em 4.233 habitantes.